# Фискальные марки Антигуа
Остров Антигуа выпускал фискальные марки с 1870 по 1876 год. Недолгая история острова как страны-эмитента фискальных марок была в основном обусловлена использованием почтовых марок для большинства фискальных целей с 1862 года по 1870 год, а затем снова с 1890 года. В связи с этим единственные выпущенные фискальные марки чаще встречаются негашеными, чем гашеными. Первая серия была выпущена в 1870 году и состояла из марок одиннадцати номиналов от 1 пенса до 10 шиллингов, четыре из которых были перевыпущены в 1876 году с другим водяным знаком. В общей сложности это составляет всего пятнадцать фискальных марок, причём самой востребованной является 10-шиллинговая марка 1870 года.
На Антигуа с 1875 года по 1959 год также в обращении были штампованные гербовые марки.
Таможенный департамент Антигуа и Барбуды также эмитирует виньетки для уплаты сбора за посадку.